# Ermita de Santa Lucía (Campillo de Aragón)
La ermita de Santa Lucía es un templo católico situado en la localidad aragonesa de Campillo de Aragón (España). Ha sido declarada Bien Catalogado del Patrimonio Cultural Aragonés. Se trata de un templo gótico de reducidas dimensiones construido en el interior del casco urbano y que presenta edificaciones adosadas. El edificio primitivo, levantado hacia el siglo XIII, se vio transformado por ampliaciones posteriores tales como la modificación de la cabecera y la construcción de dos capillas laterales en el siglo XVI, así como la construcción de la torre en el siglo XVII.

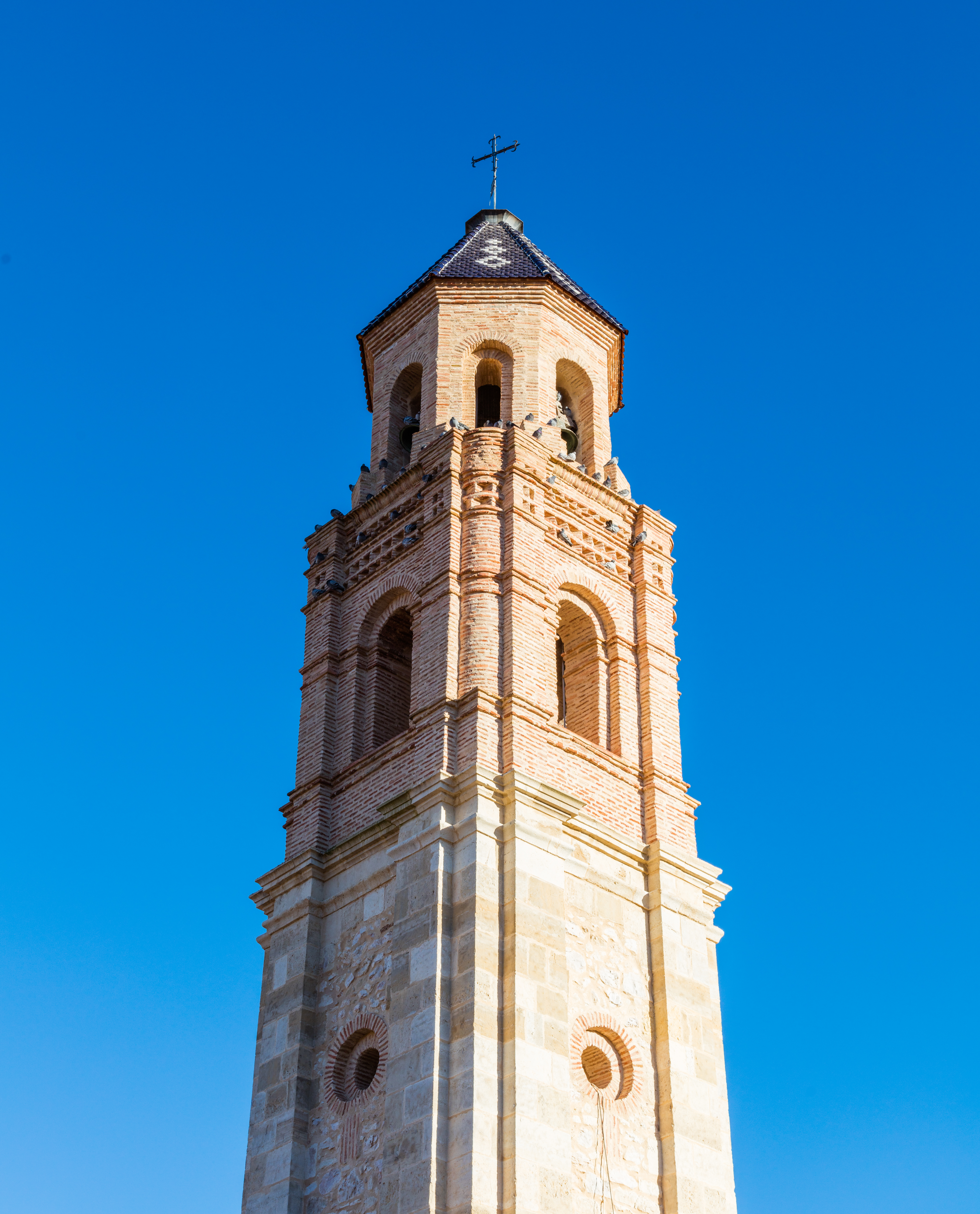
Detalle de la torre

Presenta fábrica de mampostería con esquinas de sillar mientras en la torre se combina el sillar, la mampostería y el ladrillo. El edificio se levanta sobre una planta de falsa cruz latina de una sola nave, cabecera plana y capillas a ambos lados de la nave. El volumen más llamativo lo conforma la torre barroca de esbeltas proporciones y gran potencia volumétrica que consta de tres cuerpos y remate, componiendo un armonioso conjunto.
Al interior constituye un espacio sencillo sin alardes volumétricos y determinado por un tratamiento de las superficies de carácter sobrio. Cerrado con bóveda de crucería estrellada en la capilla mayor y las laterales, en la nave presenta techumbre de madera a dos aguas apoyada sobre arcos diafragma ligeramente apuntados; a los pies se localiza el coro elevado sobre un forjado de madera.
En general se trata de un edificio sencillo determinado por la potencia volumétrica de la torre, que construida en época barroca dotó al conjunto de una imagen de mayor prestancia.